# Smicromyrme
Smicromyrme är ett släkte av steklar som beskrevs av Thomson 1870. Smicromyrme ingår i familjen sammetssteklar.
Släktet innehåller bara arten Smicromyrme rufipes.